# Tcl
Tcl е скриптов език за програмиране, създаден през 1988 г. от проф. Джон Оустерхаут в Университета на щата Калифорния, гр. Бъркли. Произнася се като „тикъл“ или „тисиел“ е съкращение от Tool Command Language. Джон Оустерхаут забелязал, че много програми имплементират свой собствен скриптов език и поради тази причина първоначално Tcl е замислен като интерпретируем език, предназначен за лесно вграждане в други програми. След широко публично одобрение, Tcl днес се използва и за скриптиране, бързо прототипиране, изграждане на графични интерфейси, тестиране и др.
Комбинацията от Tcl и Tk (графична библиотека) се нарича Tcl/Tk.
По своята същност Tcl е интерпретиран език което означава че всяка програма, написана на езика, може да тръгне под коя да е операционна система, за която има подготвен интерпретатор. Tcl споделя качества с други популярни интерпретирани езици като Python, Perl, Ruby, включително и обектно ориентирано програмиране. Езикът има вградени масиви и списъци, като последните, тъй като приемат за ключ обекти от произволен тип, играят ролята и на т.нар. хеш таблици.
Едно от основните предимства на езика е че е значително по-лесен за научаване и употреба от останалите. Изграждането на графични интерфейси чрез Tk е забележимо лесно и просто, неимоверно по-просто в сравнение с Python например. Редица програмисти предпочитат Tcl именно заради лесното и бързо създаване на крос платформени програми с графичен интерфейс. Допълнително са налице GUI building tools като Visual Tcl и Spec Tcl, които са напълно безплатни.
Понастоящем Tcl се използва от такива компании като IBM, Motorola, Oracle, TiVo и др.
От сайта на Active State може да се изтегли безплатно интерпретатора който има версии за различни операционни системи – Windows, Линукс, Mac OS. В повечето от Линукс дистрибуциите, интерпретаторът е вграден и не е нужно допълнителното му сваляне. Под Линукс се извиква с командата tclsh. За да се програмират графични приложения с Tk, обаче е нужно извикването на wish.

## Примери
Примерният код по-долу може да се изпълни в Tcl шел.

### Събиране на числа
Метод (A) – Събиране чрез използване на 'foreach'
```
set
 
numbers
 
{
1
 
2
 
3
 
4
 
5
 
6
 
7
 
8
 
9
 
10
}

set
 
result
 
0

foreach
 
number
 
$numbers
 
{

    
set
 
result
 
[expr
 
{
$result
 
+
 
$number
}]

}

puts
 
$result

```

Метод (B) – По-елегантен начин за събиране на числа чрез командата 'join'
```
 
set
 
numbers
 
{
1
 
2
 
3
 
4
 
5
 
6
 
7
 
8
 
9
 
10
}

 
puts
 
[expr
 
[
join
 
$numbers
 
+
]]

```